# Blade & Bastard
Blade & Bastard (ブレイド＆バスタード Bureido & Basutādo?) es una serie de novelas ligeras japonesas escritas por Kumo Kagyu e ilustradas por so-bin, basada en la serie de videojuegos de rol Wizardry. Drecom ha publicado cinco volúmenes desde diciembre de 2022 bajo su sello DRE Novels. Una adaptación al manga con arte de Makoto Fugetsu se ha serializado en línea a través del sitio web DRE Comics de Drecom desde junio de 2023 y se ha recopilado en seis volúmenes tankōbon. Se ha anunciado una adaptación al anime.

## Contenido de la obra

### Novelas ligeras
La novela ligera fue escrito por Kumo Kagyu, Blade & Bastard comenzó a publicarse bajo el sello DRE Novels de Drecom el 9 de diciembre de 2022. Se han publicado cinco volúmenes hasta el 10 de junio de 2025. Los volúmenes de la serie se publican simultáneamente en formato digital en inglés por J-Novel Club. Los volúmenes se publican en formato impreso por Yen Press.
| Volúmenes de novelas ligeras publicadas | Volúmenes de novelas ligeras publicadas | Volúmenes de novelas ligeras publicadas |
| Número                                  | Fecha de lanzamiento                    | ISBN                                    |
| --------------------------------------- | --------------------------------------- | --------------------------------------- |
| 1                                       | 9 de diciembre de 2022                  | ISBN 978-4-434-31101-7                  |
| 2                                       | 9 de junio de 2023                      | ISBN 978-4-434-31878-8                  |
| 3                                       | 8 de diciembre de 2023                  | ISBN 978-4-434-33013-1                  |
| 4                                       | 10 de julio de 2024                     | ISBN 978-4-434-34124-3                  |
| 5                                       | 10 de junio de 2025                     | ISBN 978-4-434-35881-4                  |

### Manga
Una adaptación al manga ilustrada por Makoto Fugetsu publicó su capítulo "0" en el sitio web DRE Comics de Drecom el 7 de junio de 2023. Posteriormente comenzó a serializarse el 23 de junio de 2023. Los capítulos del manga se han compilado en seis volúmenes tankōbon a partir de junio de 2025. El manga también cuenta con la licencia de Yen Press.
| Volúmenes de manga publicados | Volúmenes de manga publicados | Volúmenes de manga publicados |
| Número                        | Fecha de lanzamiento          | ISBN                          |
| ----------------------------- | ----------------------------- | ----------------------------- |
| 1                             | 25 de octubre de 2023         | ISBN 978-4-434-32634-9        |
| 2                             | 22 de diciembre de 2023       | ISBN 978-4-434-32637-0        |
| 3                             | 24 de mayo de 2024            | ISBN 978-4-434-33869-4        |
| 4                             | 25 de octubre de 2024         | ISBN 978-4-434-34538-8        |
| 5                             | 19 de marzo de 2025           | ISBN 978-4-434-35419-9        |
| 6                             | 20 de junio de 2025           | ISBN 978-4-434-35993-4        |

### Anime
Se anunció una adaptación al anime el 20 de octubre de 2024.